# 德布羅伊克冰川
82°53′S 162°50′E / 82.883°S 162.833°E
德布羅伊克冰川是南極洲的冰川，位於沙克爾頓海岸的伊麗莎白女王嶺，處於肯特冰川的支流，全長15公里，美國地質調查局根據測量和海軍空中照片繪入地圖。